# Paul Nicolas (maître verrier)
 (décembre 2010).
Si vous disposez d'ouvrages ou d'articles de référence ou si vous connaissez des sites web de qualité traitant du thème abordé ici, merci de compléter l'article en donnant les références utiles à sa vérifiabilité et en les liant à la section « Notes et références ».
Pour les articles homonymes, voir Paul Nicolas (homonymie) et Nicolas.
Paul Nicolas, né le 25 mai 1875 à Laval-sur-Vologne (Vosges) et mort le 22 février 1952 à Nancy, est un maître verrier français. 

## Biographie

### Jeunesse
Né le 25 mai 1875 à Laval devant Bruyères, qui s’appelle aujourd’hui Laval-sur-Vologne, village situé dans le département des Vosges, il est le deuxième fils de Jean-Pierre Nicolas et de Catherine Jacques. Son père est intendant des jardins et des serres du comte Molitor à Burthecourt, en Lorraine occupée.
En janvier 1888, la vie de la famille Nicolas se trouve bouleversée à la suite de l’affaire Schnæbelé : le commandement allemand donne aux Français ayant opté pour la nationalité française et résidant en zone annexée le choix de rester mais alors devenir allemands, ou être expulsés. Une notice du président du district de Metz, en date du 4 janvier 1888, donne donc à Jean-Pierre Nicolas deux semaines à partir du 12 janvier 1888 pour choisir. La famille Nicolas prend avec elle les seuls biens qu’elle peut porter, selon la consigne du commandement allemand, et quitte Burthecourt le 20 janvier 1888 pour venir s’établir à Sainte-Anne, quartier de Laxou, qu’elle ne quittera plus. Jean-Pierre Nicolas achète un terrain et crée sa propre entreprise d'horticulture.
L'arrivée à Laxou est le début d'une nouvelle vie pour Émile, le frère aîné, ainsi que pour Paul. Émile, en raison de l'expulsion de Burthecourt n'a pas pu poursuivre d'études comme il l'aurait aimé, et commence à travailler. Paul va à l'école Saint-Pierre, puis à l'École primaire supérieure. À quinze ans, il entre à l'École des beaux-arts de Nancy, dans la section architecture. Il y commence aussi la peinture. Il choisit le dessin ou l'aquarelle comme moyen d'expression de préférence à l'huile. Il quitte l'École des beaux-arts en 1893, muni de son diplôme (section architecture), d'une deuxième mention en esquisses, et du 2e prix, petite médaille d'argent, en relevé de monuments.

### Engagement dans l'école de Nancy
Passionnés de botanique, Émile et Paul parcourent inlassablement pendant leurs loisirs les environs de Nancy à la recherche de champignons et de plantes pour leurs herbiers, en particulier des orchidées, que Paul dessine ensuite. C'est grâce à cette passion de la botanique, mise au service de qualités de dessinateur exceptionnelles, que la vie professionnelle de Paul Nicolas prendra sa tournure définitive : en 1893, Émile Gallé fait passer une petite annonce dans plusieurs journaux pour recruter des dessinateurs et peintres sur verre. Paul Nicolas se munit d'un carton d’études et se présente avenue de la Garenne, où il est immédiatement embauché par Gallé qui voit tout de suite en lui de grandes capacités.
Au sein des établissements Gallé, Paul Nicolas est initié à son futur métier de dessinateur, décorateur sur verre et plus tard, de maître verrier, en passant par tous les services de la maison Gallé, y compris la Halle où il apprend à manier la canne. Gallé se prend d'amitié pour lui et pour son frère Émile, et les introduit dans les cercles de la vie intellectuelle, culturelle et artistique de Nancy, chef de file du mouvement Art Nouveau en France.
Cet engagement va de pair avec les convictions et l'engagement politique de Paul Nicolas qui crée le 19 septembre 1902 la « Fraternité républicaine », d'obédience radicale-socialiste ; celle-ci présente des candidats aux élections municipales et le 15 février 1903 sont élus quatre nouveaux conseillers dont Paul Nicolas qui devient le plus jeune maire de France à 28 ans. Il se présente à nouveau en 1904 et est réélu à une très large majorité. Mais il démissionne en 1905 pour se consacrer entièrement à son épouse, Madeleine Lantche (le mariage a lieu le 25 avril 1905), à sa famille (ils ont successivement trois fils : Paul en 1907, Jean en 1911, et Jacques en 1926) et à son métier.

### Carrière après les Établissements Gallé

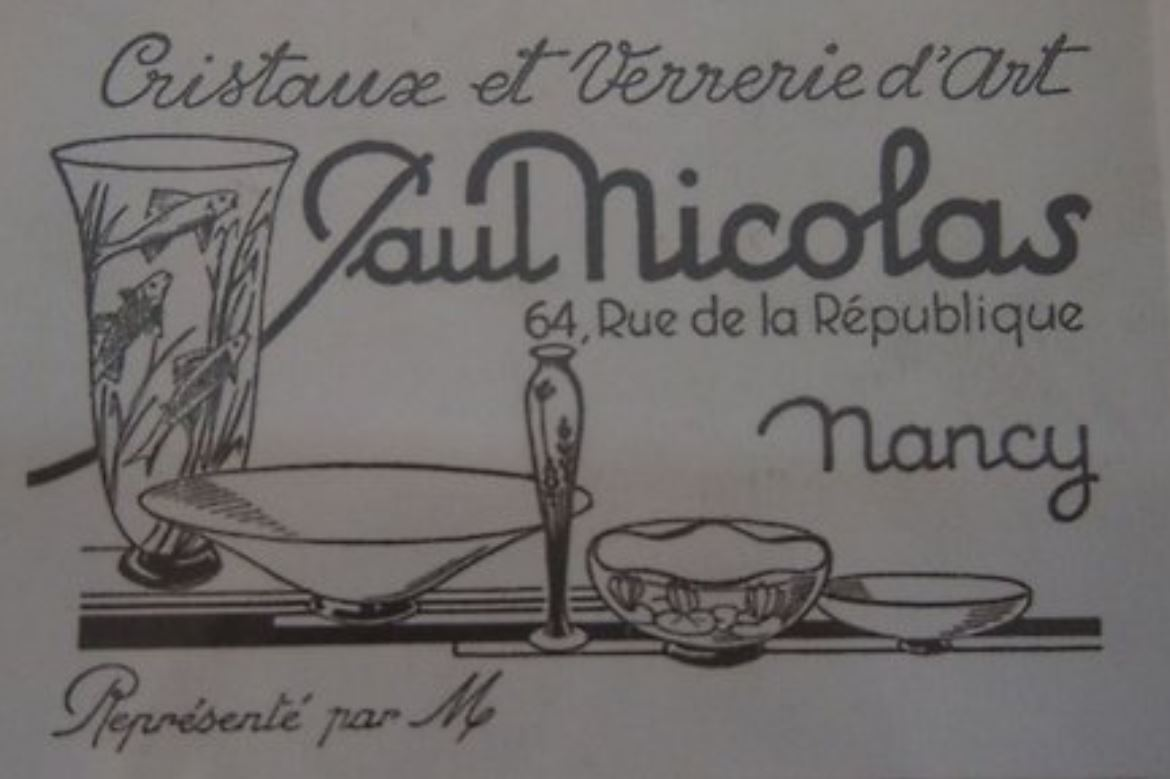
Publicité pour Paul Nicolas

La Première Guerre mondiale, où Paul Nicolas est mobilisé dès le début, marque une coupure importante dans sa vie : en 1919, il quitte l'entreprise Gallé avec trois autres artistes, Pierre Mercier, Émile Villermaux et Eugène-Henri Windeck, pour créer sa propre entreprise, Les graveurs réunis (cette association sera dissoute en 1923, les trois autres artistes retournant aux établissements Gallé).
Il passe un contrat avec les Cristalleries de Saint-Louis, qui lui fournissent les bruts sur la base de ses commandes, et il les travaille à son domicile, au 64 rue de la République à Nancy, où il installe son atelier. Pendant une année, il utilise la signature Saint-Louis Nancy, puis d'Argental, accompagnée en principe d'une croix de Lorraine pour distinguer sa production de celle des Cristalleries, qui utilisent également la signature d'Argental. L'entreprise connaît un grand succès jusqu'à la crise de 1929, qui coïncide également avec la désaffection du public pour l'Art nouveau. Il se sépare petit à petit de ses collaborateurs mais poursuit sa production jusqu'en 1952, avec une interruption lors de la Seconde Guerre mondiale.
Les œuvres qu'il produit de la fin des années 1920 à la fin des années 1930 sont les plus intéressantes sur le plan artistique de par leur originalité et leur technicité, ainsi que par l'utilisation de couleurs froides comme le vert et le bleu, assez peu usitées dans l'École de Nancy. Ces productions sont signées en général P. Nicolas, avec ou sans l'adjonction de Nancy et parfois, mais très rarement, la date.
Après la Seconde Guerre mondiale, il se fournit en bruts chez Daum et utilise le four d'Amalric Walter, son ami le plus proche, pour cuire ses vases émaillés, tout en continuant à travailler certaines de ses pièces à l'acide et à la roue.
Il meurt subitement le 21 février 1952, alors qu'il travaillait une pièce à décor de poissons émaillés.

## Style
Paul Nicolas est issu de l'École de Nancy. Élève d'Émile Gallé, dont il rejoint l'entreprise en 1893, il crée en 1919 sa propre entreprise avec le soutien des Cristalleries de Saint-Louis.
Il signe d'abord ses productions d'Argental, puis, à partir de la fin des années 1920, P. Nicolas, en y ajoutant de temps en temps la mention Nancy.
Le style de Paul Nicolas évolue avec le temps : les œuvres signées d'Argental sont typiques de l'École de Nancy, puis s'en écartent progressivement, en particulier en témoignant de l'influence de l'Art déco ; les œuvres signées Paul Nicolas, qui sont donc plus tardives, témoignent de la recherche personnelle de l'artiste vers la stylisation, ainsi que vers des techniques mettant en valeur le cristal, seule matière sur laquelle il travaille jusqu'à la Seconde Guerre mondiale ; au sortir de celle-ci, ne pouvant plus se fournir en cristal à Saint-Louis, il travaille le verre jusqu'à sa mort en 1952.
Il utilise au cours de sa carrière l'ensemble des techniques de travail du verre et du cristal : émaillage, gravure à l'acide, gravure à la roue, taille à la meule, applications à chaud, décor intercalaire...
De nombreuses récompenses émaillent sa carrière, dont les plus importantes sont une médaille de bronze à l'Exposition universelle de 1900, en tant qu'employé des Établissements Gallé, la médaille d'Honneur à l'Exposition internationale des arts décoratifs et industriels modernes de Paris en 1925, la médaille de Meilleur Ouvrier de France en 1936 et la médaille d'or lors de l'Exposition internationale des arts et techniques de 1937.
Plusieurs de ses créations ont été offertes à des personnalités de l'époque : le Président Lebrun, la Grande-Duchesse de Luxembourg, le bey de Tunis.
Une première exposition au musée de l'École de Nancy (6 novembre 2010-11 février 2011) a fait revivre l'homme et son œuvre, qui avaient été oubliés du grand public, sinon des connaisseurs, qui ont toujours reconnu en lui un artiste d'une très grande qualité et originalité. L'exposition au musée Charles-de-Bruyères à Remiremont, Paul Nicolas (1875-1952), maître verrier, du 15 février au 21 mai 2023, présente une centaine de verreries et de nombreuses œuvres d'art graphiques ; elle est complétée par Paul Nicolas, maître verrier. Sa vie à travers ses archives, jusqu'au 15 juin 2023 aux Archives municipales de Remiremont. 